# Зась, Станислав Васильевич
Станислав Васильевич Зась (бел. Станісла́ў Васі́левіч Зась; род. 18 августа 1964 года, Черниговская область, УССР, СССР) — белорусский военный и государственный деятель. Генеральный секретарь ОДКБ (1 января 2020 — 1 января 2023). Государственный секретарь Совета безопасности Республики Беларусь (2015—2020), кандидат военных наук (2000), генерал-лейтенант (2016).

## Биография
В 1981 году окончил Минское суворовское военное училище. В 1985 году с отличием окончил Бакинское высшее общевойсковое командное училище, в 1996 с отличием и золотой медалью окончил Военную академию Республики Беларусь, а в 2005 году также с отличием и золотой медалью — Военную академию Генерального штаба Вооружённых Сил Российской Федерации.
Проходил военную службу в Вооружённых Силах СССР на должностях командира мотострелкового взвода, отдельного разведывательного взвода, командира мотострелковой роты, командира комендантской роты и заместителя командира батальона. В Вооружённых Силах Республики Беларусь был начальником отдела военного строительства главного оперативного управления Генерального штаба Вооружённых Сил Республики Беларусь, занимал должность заместителя начальника главного управления — начальника 1-го управления главного оперативного управления Генерального штаба Вооружённых Сил Республики Беларусь.
29 августа 2008 года указом президента Беларуси назначен заместителем государственного секретаря Совета безопасности республики.
С 1 июля 2015 года исполнял обязанности госсекретаря Совбеза.
4 ноября 2015 года был назначен госсекретарём Совбеза Беларуси. Освобождён от этой должности 3 января 2020 года.
Звание генерал-лейтенант присвоено президентским указом в 2016 году.
Во время пребывания в должности госсекретаря Совбеза согласовывал меры по усилению роли спецслужб и возглавлял Государственную комиссию по радиочастотам.

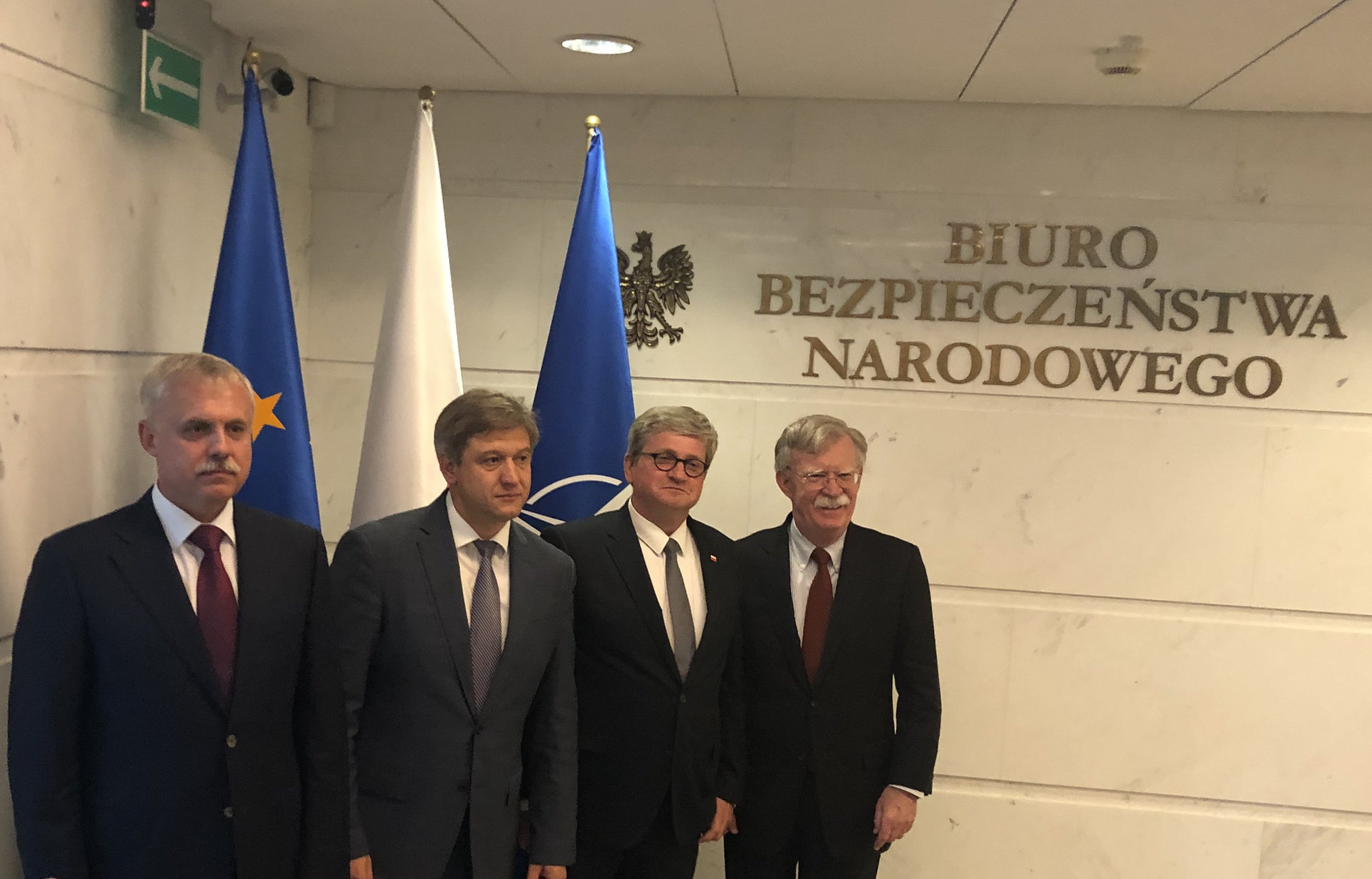
Станислав Зась, Джон Болтон, Павел Солох и Александр Данилюк в Варшаве (2019)

В декабре 2018 года кандидатура Станислава Зася предложена на пост генерального секретаря ОДКБ. В 2019 году руководство Беларуси пыталось форсировать назначение Зася генсеком организации в связи со скандальной отставкой с должности генсека ОДКБ представителя Армении Юрия Хачатурова. По словам Александра Лукашенко, официальный Минск предлагал Зася на должность генсека в числе других кандидатур с белорусской стороны.
16 мая 2019 года и. о. генсека ОДКБ Валерий Семериков сообщил журналистам, что Зась станет следующим главой организации: «Эта кандидатура прошла согласование, многие президенты одобрили эту кандидатуру — подписаны соответствующие решения»
В 2019 году Станислав Зась оказался в коррупционном скандале: КГБ арестовал за получение взятки в особо крупном размере заместителя государственного секретаря Совбеза Белоруссии Андрея Втюрина.
С 1 января 2020 года Решением Совета коллективной безопасности ОДКБ назначен на должность Генерального секретаря Организации Договора о коллективной безопасности сроком на три года. Нового генсека представил коллективу секретариата ОДКБ замминистра иностранных дел России Александр Панкин.
Весной 2020 года Зась пытался провести решение о предоставлении в ОДКБ статуса наблюдателя для ШОС и СНГ.
13 июля 2020 года пресс-секретарь ОДКБ Владимир Зайнетдинов сообщил журналистам об участии генсека организации в урегулировании активизировавшегося конфликта между Азербайджаном и Арменией (страной-членом организации): «В связи с обострением обстановки на армяно-азербайджанской границе, вызванным произошедшими 12 июля сего года боестолкновениями на тавушском направлении, генеральный секретарь ОДКБ Станислав Зась инициировал проведение 13 июля экстренного заседания постоянного совета ОДКБ».
Награжден орденом Отечества III степени (Беларусь), орденом «Достык» II степени Республики Казахстан, медалями СССР и медалями РБ.
Жена — Инесса Николаевна Зась (род. 1963), филолог-германист и историк, преподаватель кафедры иностранных языков Белорусского государственного педагогического университета.